# Karl Stockmann
Karl Eugen Kristian Stockmann, född 7 januari 1865 i Helsingfors, död 1938, var en finländsk affärsman. Han var son till Georg Franz Stockmann. År 1890 gifte han sig med Ester Josefina Stockmann född Grönqvist. Paret fick sex barn.  
Stockmann inträdde 1887 i sin fars, den från Lübeck inflyttade köpmannen, kommerserådet G.F. Stockmanns handelsaffär, nuvarande Stockmann. Han blev direktör i firman 1902, då den ombildades till aktiebolag, och utvecklade affären till landets främsta och största varuhus. År 1919 förstorades affären ytterligare genom förening med två andra firmor. 
Stockmann var styrelseledamot i flera större affärsföretag samt var bland annat lantdagsman och stadsfullmäktig. Han var nederländsk konsul i ett par årtionden och erhöll 1920 titeln kommerseråd.